# S1000型潜水艦
S1000 型潜水艦はロシアのルビーン海洋工学中央設計局とイタリアのフィンカンティエリで共同開発される。ルビーン海洋工学中央設計局のアムール型潜水艦の先進的な機種である。

## 歴史
2005年の報告によるとイタリアのフィンカンティエリはロシアのルビーン海洋工学中央設計局とアムール型潜水艦の設計を基にした非大気依存推進技術を特徴とする新型のディーゼル・エレクトリック方式の潜水艦の設計に取り掛かった。
2006年10月のフランスの国際兵器展示会のユーロナーバルでロシアとイタリアはS1000と呼ばれる新世代のディーゼル潜水艦のモックアップを展示した。
2008年10月31日にはロシアのルビーンとイタリアのフィンカンティエリはS1000の概念設計を完了したが、2014年7月に開発が無期限に中断された。

## 設計
この潜水艦は対潜水艦戦と哨戒を目的として設計され、最大12人を輸送する。全長は56.2 mで最大速度は14ノットでイタリアの工場で開発された新型の燃料電池式非大気依存推進(AIP)を備える。
第三世界への輸出も当初から視野に入れて設計されており新型の潜水艦はイタリア製の大型の有線誘導ブラックシャーク魚雷やロシア製の水中発射型対水上艦、対地クラブS巡航ミサイルを備える事を特徴としている。

## 輸出
フィンカンティエリとルビーンの両社はインド海軍のプロジェクト75I級潜水艦に共同で6隻のS1000を$35億ドルで販売を提案していた。他の候補にはフランスのスコルペヌ型潜水艦やドイツの214型潜水艦、ロシアのアムール型潜水艦がある。